# Marcelo Rubén Ríos
Marcelo Rubén Ríos (Argentina; 23 de febrero de 1971) es un exfutbolista argentino. Jugaba en la posición de delantero. Hoy es técnico de las divisiónes inferiores de Banfield de Mar del Plata

## Clubes
| Club                                | País      | Año         |
| ----------------------------------- | --------- | ----------- |
| Club de Gimnasia y Esgrima La Plata | Argentina | 1990 - 1992 |
| Club Atlético Aldosivi              | Argentina | 1994 - 1998 |
| Club Santos Laguna                  | México    | 1998        |
| Cruz Azul Fútbol Club               | México    | 1999        |
| Club Atlético Platense              | Argentina | 1999 - 2000 |
| Instituto Atlético Central Córdoba  | Argentina | 2000        |
| Club Blooming                       | Bolivia   | 2001        |
| Instituto Atlético Central Córdoba  | Argentina | 2001 - 2002 |
| Club Atlético Aldosivi              | Argentina | 2002 - 2004 |
| Club Atlético Platense              | Argentina | 2004 - 2005 |
| Club Comunicaciones (Buenos Aires)  | Argentina | 2006        |
| Club y Biblioteca Ramón Santamarina | Argentina | 2007 - 2008 |
| Atlético Club San Martín            | Argentina | 2008 - 2009 |
| Club Atlético Argentino (Mendoza)   | Argentina | 2009 - 2010 |